# NGC 5798
NGC 5798 ist eine Irreguläre Galaxie mit ausgeprägten Emissionslinien vom Hubble-Typ Im im Sternbild Bärenhüter am Nordsternhimmel und ist schätzungsweise 84 Millionen Lichtjahre von der Milchstraße entfernt. 
Sie wurde am 16. Mai 1784 von Wilhelm Herschel mit einem 18,7-Zoll-Spiegelteleskop entdeckt, der sie dabei mit „vF, E, close to a star, contains two stars“ beschrieb.

## NGC 5798-Gruppe (LGG 388)
| Galaxie   | Alternativname | Entfernung/Mio. Lj |
| --------- | -------------- | ------------------ |
| NGC 5798  | PGC 53463      | 84                 |
| NGC 5789  | PGC 53414      | 85                 |
| PGC 53317 | UGC 9597       | 82                 |